# Europarlamentari pentru Irlanda 1973
Aceasta este o listă cu cei 10 membri ai Parlamentului European pentru Irlanda, în urma accederii Irlandei la Comunitatea Economica Europeana pe data de 1 ianuarie 1973. Membrii delegației irlandeze au fost numiți temporar de Parlamentul Irlandei până la organizarea alegerilor în luna februarie a aceluiași an.
- Conor Cruise O'Brien
- Sir Anthony Esmonde
- Michael Herbert
- Michael Hilliard
- Justin Keating
- Charles McDonald (Senator)
- Farrell McElgunn (Senator)
- Tom Nolan
- Richie Ryan
- Michael Yeats (Senator)